# Музей геологии и минералогии имени И. В. Белькова
Музей геологии и минералогии имени И. В. Белькова — один из музеев города Апатиты, в котором представлены минералы, руды и горные породы Мурманской области. Музей является подразделением Геологического института КНЦ РАН.

## История
Музей был основан в 1930-х годах при Кольской научной станции АН СССР в Хибинах «Тиэтта», которая потом преобразовалась в Кольский научный центр РАН.
В конце Великой Отечественной войны на станции случился пожар, уничтоживший большую часть коллекции. После войны музей был вновь открыт в Геологическом институте.
Имя музея связано с именем Игоря Владимировича Белькова — советского геолога и директора института..

## Фонды
Фонд музея составляют более 9000 образцов минералов, руд и горных пород Мурманской области, большинство из которых являются редкими и уникальными.
Экспозиция музея составлена из:
- систематической коллекции минералов;
- коллекции новых минералов, впервые открытых на Кольском полуострове;
- коллекции руд и других полезных ископаемых;
- коллекции горных пород.[2]

Музей занимается научной деятельностью — работа с коллекциями минералов, составлением каталогов и перечней минералов Кольского полуострова, компьютерных баз данных, участие в совещаниях и публикация статей по музейной деятельности, а также популяризацией знаний по минералогии и полезным ископаемым Кольского региона среди посетителей и общеобразовательной деятельностью — проведение лекций и практических занятий со студентами геологической специальности Апатитского филиала МГТУ.